# مهدی مسعودی
مهدی مسعودی (عربی: مَدهي مَساودي؛ زادهٔ ۸ مارس ۱۹۸۹) بازیکن فوتبال اهل مراکش است.
از باشگاه‌هایی که در آن بازی کرده‌است می‌توان به باشگاه فوتبال سن-اتین اشاره کرد.